# Hohengandern
Hohengandern ist eine Gemeinde im thüringischen Landkreis Eichsfeld. Sie ist Teil und Sitz der Verwaltungsgemeinschaft Hanstein-Rusteberg.

## Geographische Lage

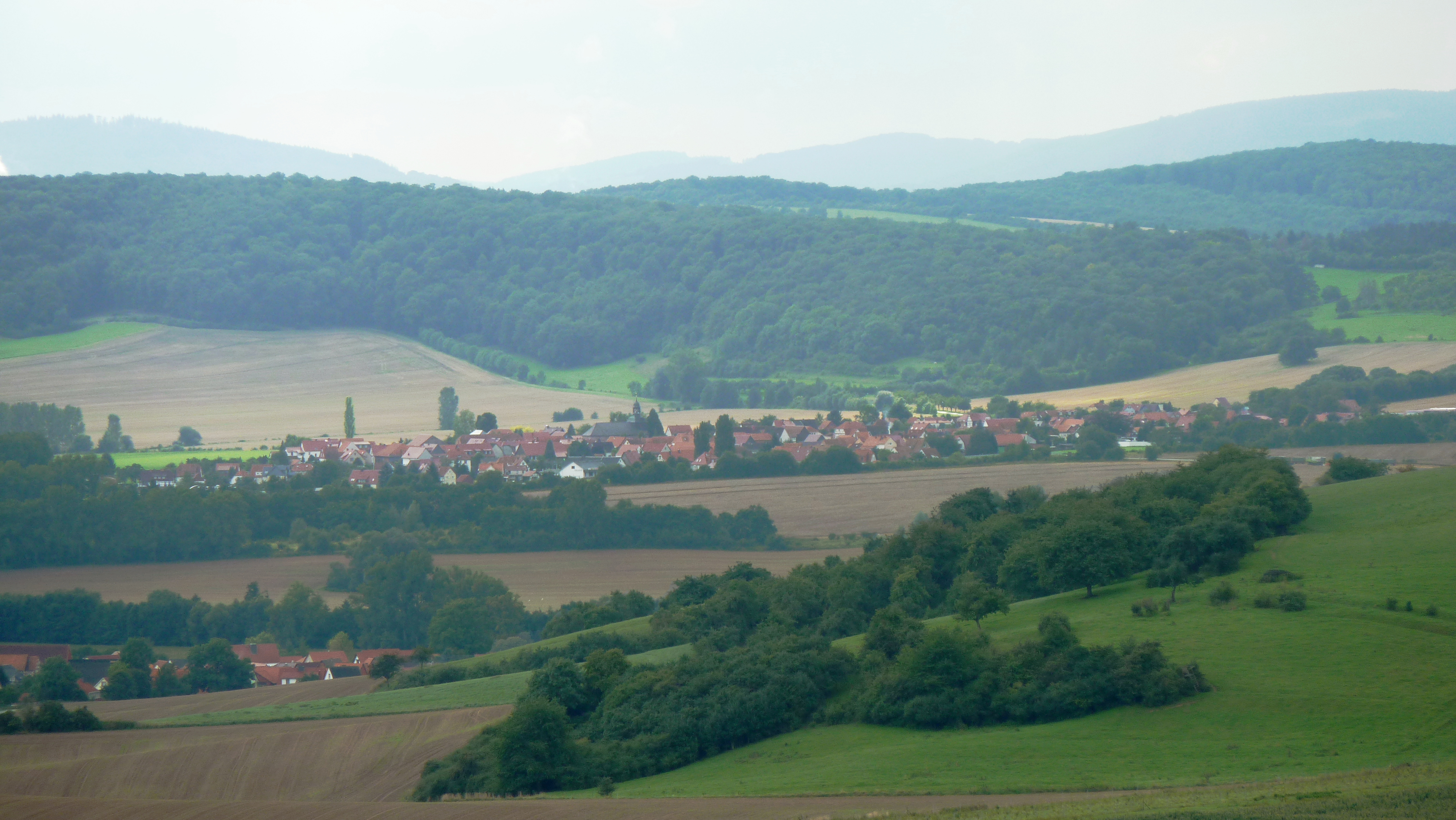
Blick von Nordosten auf Hohengandern

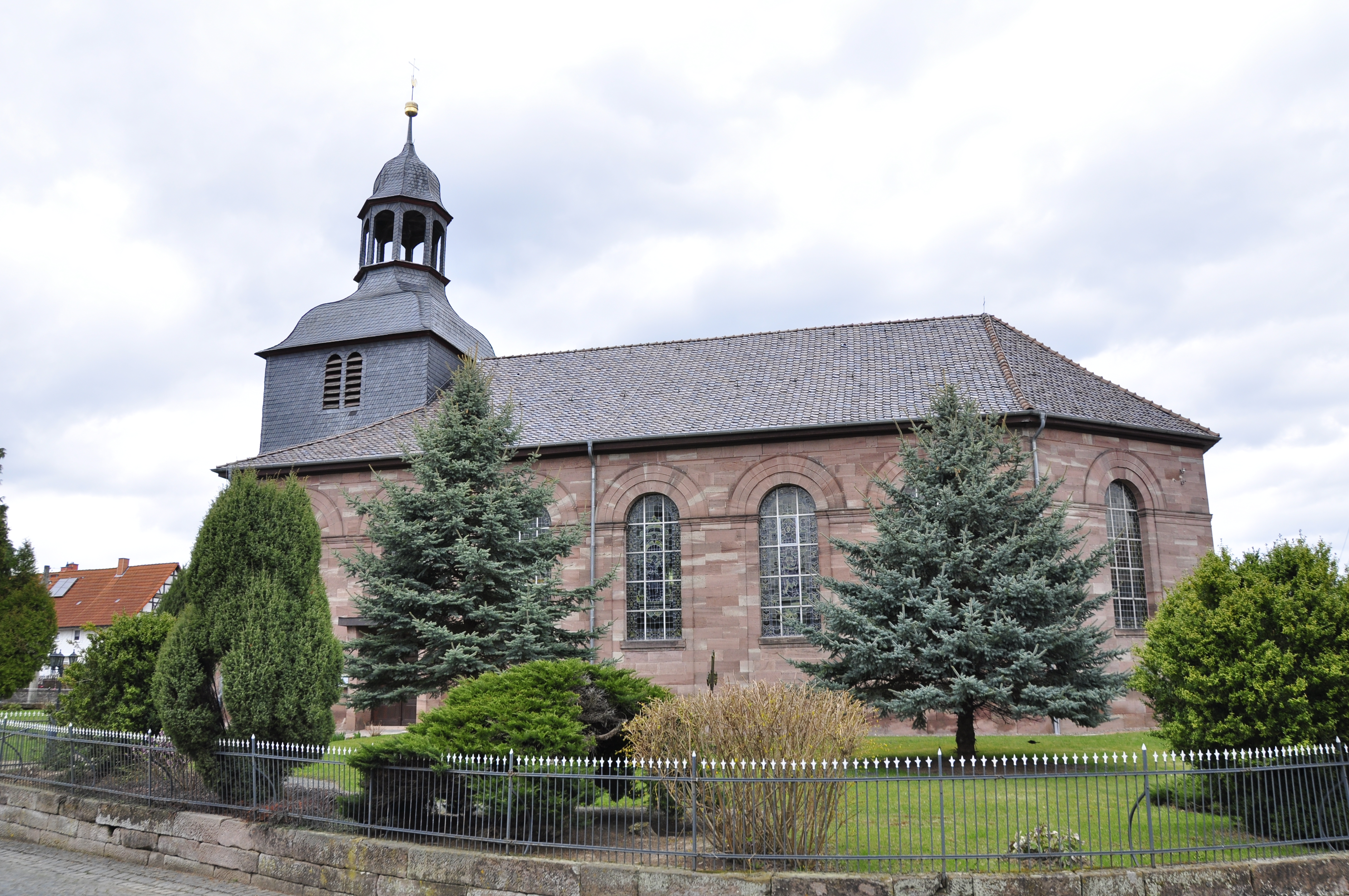
Dorfkirche St. Bartholomäus

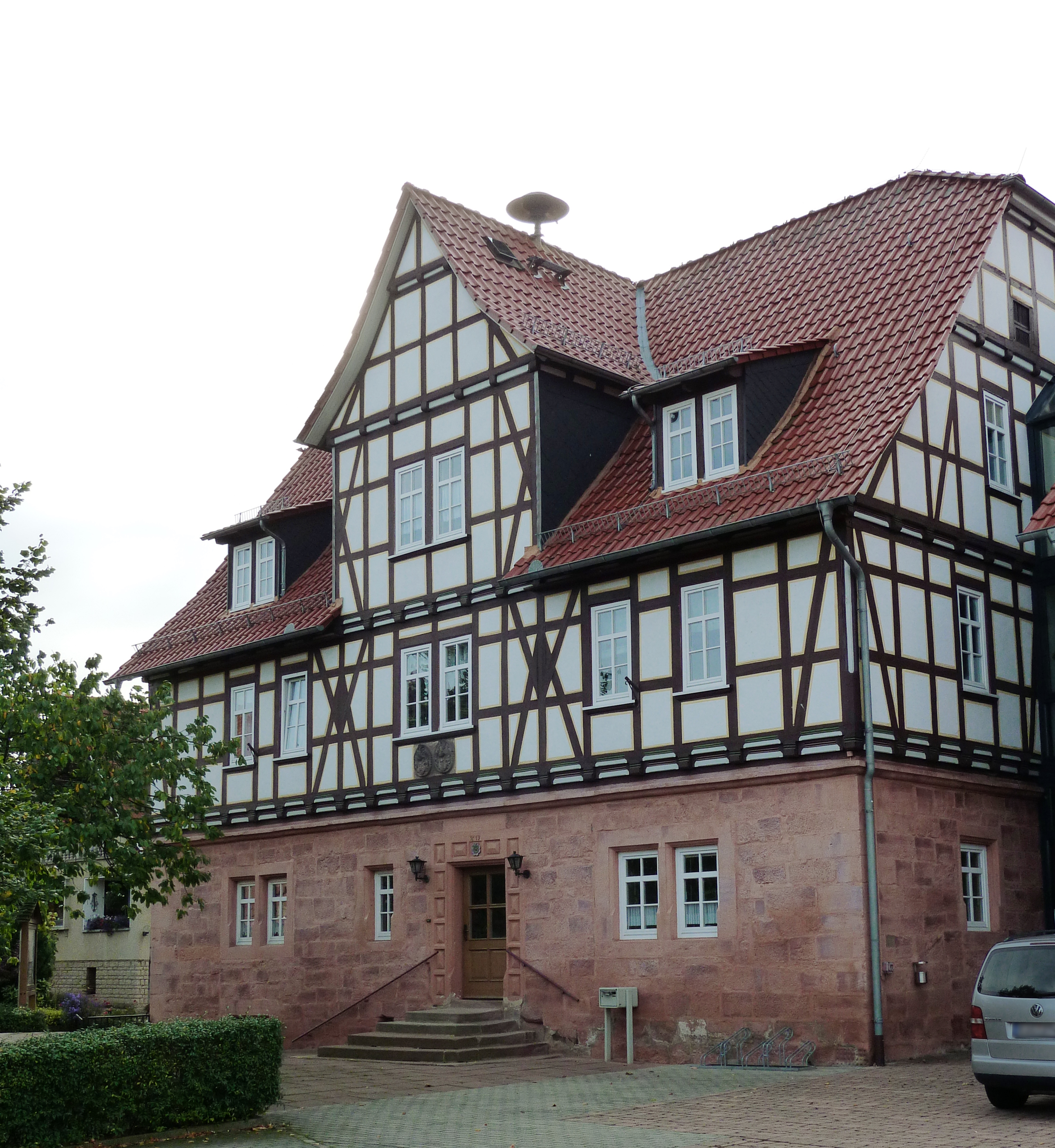
Der ehemalige Hansteinische Gutshof in Hohengandern

Hohengandern liegt etwa 1,2 km östlich des Dreiländerecks Hessen-Niedersachsen-Thüringen, direkt westlich des kleinen Leine-Zuflusses Mühlbach. Das Dorf erstreckt sich nordöstlich der bis 325 m ü. NN hohen Erhebung des Alten Holzes und der 375 m ü. NN hohen Neuseesen-Werleshäuser Höhen auf etwa 210 bis 225 m Höhe. Höchste Erhebung in der Gemarkung ist der 369 m hohe Heuberg im Südosten.
Nördlich befinden sich Niedergandern und Besenhausen (in Niedersachsen), nordöstlich liegt Kirchgandern, östlich Arenshausen, südöstlich Unterstein, südlich Bornhagen (alle in Thüringen), südsüdwestlich Neuseesen, südwestlich Schloss Arnstein, westlich Eichenberg-Bahnhof und nordwestlich Hebenshausen (alle in Hessen). Durch die Ortschaft führen im Abschnitt Schloss Arnstein–Arenshausen die Bundesstraße 80 und im Abschnitt Arenshausen–Eichenberg die Bahnstrecke Halle–Hann. Münden.

## Geschichte
Hohengandern wurde 1376 erstmals urkundlich als „Hohngandern“ erwähnt. Eine erste Erwähnung 1127 kann sich auch auf die benachbarten Gandern-Dörfer beziehen.
Der Ort war bis zur Säkularisation Teil von Kurmainz und von 1802 bis 1945 Teil der preußischen Provinz Sachsen. 1856 wurde die Kirche St. Bartholomäus auf einer älteren Vorgängerkirche (1597) erbaut.
Ab 1945 war Hohengandern Teil der sowjetischen Besatzungszone und ab 1949 Teil der DDR. Von 1961 bis zur Wende und Wiedervereinigung 1989/1990 lag der Ort nahe der Innerdeutschen Grenze. Am 12. November 1989 wurde ein Übergang zwischen Hohengandern und dem hessischen Neu-Eichenberg geöffnet. Seit 1990 ist Hohengandern Teil des neu gegründeten Bundeslandes Thüringen.
Der quadratische Bruchsteinbau des Kirchturmes mit verschieferter Haube ist ein Bau älterer Zeit. Der unverputzte Quaderbau des Schiffes wurde 1856 in spätklassizistischen Formen errichtet. Großrundbögige Fenster liefern das Tageslicht zum Raum.

### Einwohnerentwicklung
Entwicklung der Einwohnerzahl (31. Dezember):
| - 1994: 578 - 1995: 583 - 1996: 599 - 1997: 588 - 1998: 589 - 1999: 587 | - 2000: 593 - 2001: 586 - 2002: 560 - 2003: 573 - 2004: 563 - 2005: 552 | - 2006: 547 - 2007: 550 - 2008: 555 - 2009: 558 - 2010: 571 - 2011: 574 | - 2012: 580 - 2013: 577 - 2014: 571 - 2015: 582 - 2016: 587 - 2017: 578 | - 2018: 596 - 2019: 591 - 2020: 585 - 2021: 577 - 2022: 608 |

Datenquelle: Thüringer Landesamt für Statistik

## Politik

### Gemeinderat
Der   Gemeinderat von Hohengandern setzt sich aus acht Mitgliedern zusammen. Die Gemeinderatswahl am 26. Mai 2024 führte zu folgendem Ergebnis:
| Partei / Liste                                | Stimmenanteil | Sitze |
| Christlich Demokratische Union (CDU)          | 21,1 %        | 2     |
| Gemeinsam aktiv für Hohengandern              | 27,4 %        | 2     |
| Freiwillige Feuerwehr                         | 16,4 %        | 1     |
| Interessengemeinschaft Dorfleben Hohengandern | 35,1 %        | 3     |
| Wahlbeteiligung: 77,3 %                       |               |       |

### Bürgermeister
Der Bürgermeister Bernd Ziegenbein wurde am 22. April 2012 mit 93,7 % der gültigen Stimmen bei einer Wahlbeteiligung von 52,2 % wiedergewählt. Bei der folgenden Bürgermeisterwahl am 15. April 2018 wurde als Nachfolger Michael Trümper mit 87,6 % der gültigen Stimmen gewählt; die Wahlbeteiligung lag bei 60,6 %.

### Wappen
Blasonierung: „Rot-Grün-Silber-Grün-Silber-Grün sechsfach geständert mit einem mittigen roten Scheibchen, oben in Rot ein wachsender, auffliegender, silberner Ganter, vorne und hinten in Silber je ein schräggestürztes, grünes Eichenblatt und unten in Grün drei (1:2) silberne, zunehmende Monde.“ 
Wappenerklärung: Der auffliegende (schwingenöffnende) Ganter (Gänserich) im Schildhaupt stellt ein Redendes Wappen für Hohengandern dar, die Eichenblätter stehen für das Eichsfeld, und die drei Mondsicheln verweisen auf die ehemalige Herrschaft derer von Hanstein, zu der Hohengandern gehörte.

## Wirtschaft und Infrastruktur

### Wasser und Abwasser
Die Trinkwasserver- und Abwasserentsorgung wurde auf den Zweckverband Wasserversorgung und Abwasserentsorgung Obereichsfeld übertragen.

## Söhne und Töchter der Gemeinde
- Karl Drößler (* 1937), deutscher Tierphysiologe und Fußballspieler
- Gerhard Zickenrott (* 1939), ehemaliger deutscher Gewerkschafter (FDGB) und Politiker (SED)